# Lac Burmeister
Pour les articles homonymes, voir Burmeister.
Le lac Burmeister est un lac d'origine glaciaire situé en Argentine, en Patagonie, dans le département de Río Chico de la province de Santa Cruz. Le lac se trouve au sein du parc national Perito Moreno.

## Géographie
Le lac Burmeister se présente sous une forme allongée d'ouest en est. Il est situé plus ou moins dix kilomètres au sud du lac Belgrano. Au nord comme au sud, il est entouré de montagnes enneigées qui culminent au nord par le Cerro Mié, haut de 2254 mètres. À l'ouest, des montagnes moins élevées séparent son bassin de celui du lac Nansen, tributaire du Pacifique. À l'est, la cuvette du lac s'ouvre sur la meseta patagonique, vaste plateau peu accidenté et couvert de steppe sèche.
Le lac Burmeister fait partie du bassin versant du río Santa Cruz qui se jette dans l'Océan Atlantique. Son émissaire, situé à son extrémité orientale, est le río Roble, affluent du río Belgrano en rive droite. Ce dernier se jette en rive gauche dans le río Chico, lui-même affluent gauche du río Santa Cruz.

## Pêche sportive

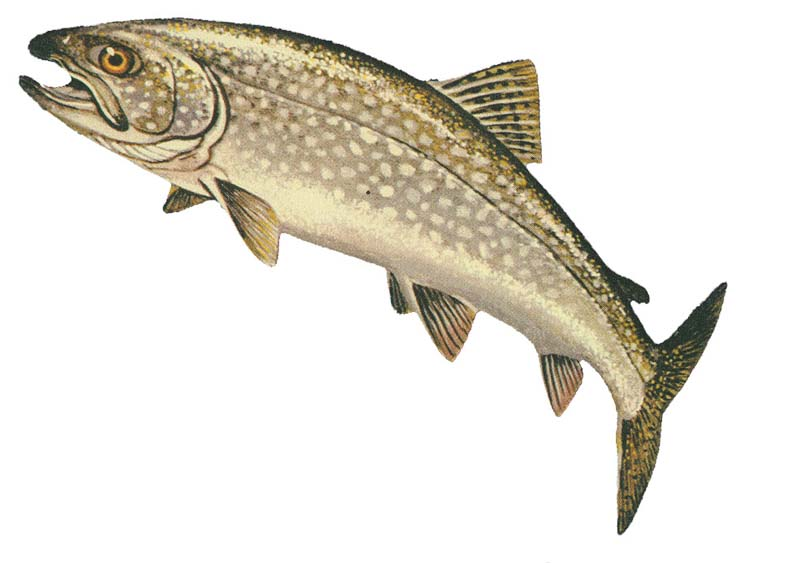
La truite grise (trucha de lago)

Le lac Burmeister est l'un des endroits de Patagonie où s'est le mieux développé l'omble du Canada ou truite grise (Salvelinus namaycush), appelée ici « trucha de lago » (truite de lac). Ce poisson est dès lors ici l'objet de la pêche sportive. Certains exemplaires dépassent parfois les 20 kilos.